# Johann Gottlieb Picht
Johann Gottlieb Picht (* November 1736 in Neumarkt (Merseburg); † 4. Oktober 1810 in Gingst) war ein deutscher evangelisch-lutherischer Geistlicher und Sozialreformer.

## Leben
Johann Gottlieb Picht war ein Sohn des Seilermeisters Johann Gottfried Picht. Er besuchte ab 1747 die Latina am Franckeschen Waisenhaus in Halle/Saale. Ab 1755 studierte er Evangelische Theologie an den Universitäten Halle und Greifswald. Nach seinem Examen wurde er, wie damals für angehende Geistliche allgemein üblich, Hauslehrer, zuerst in Vietzow (heute Wicewo) in Hinterpommern und von 1760 bis 1762 bei Adolf Friedrich von Olthof in Stralsund in Schwedisch-Pommern.

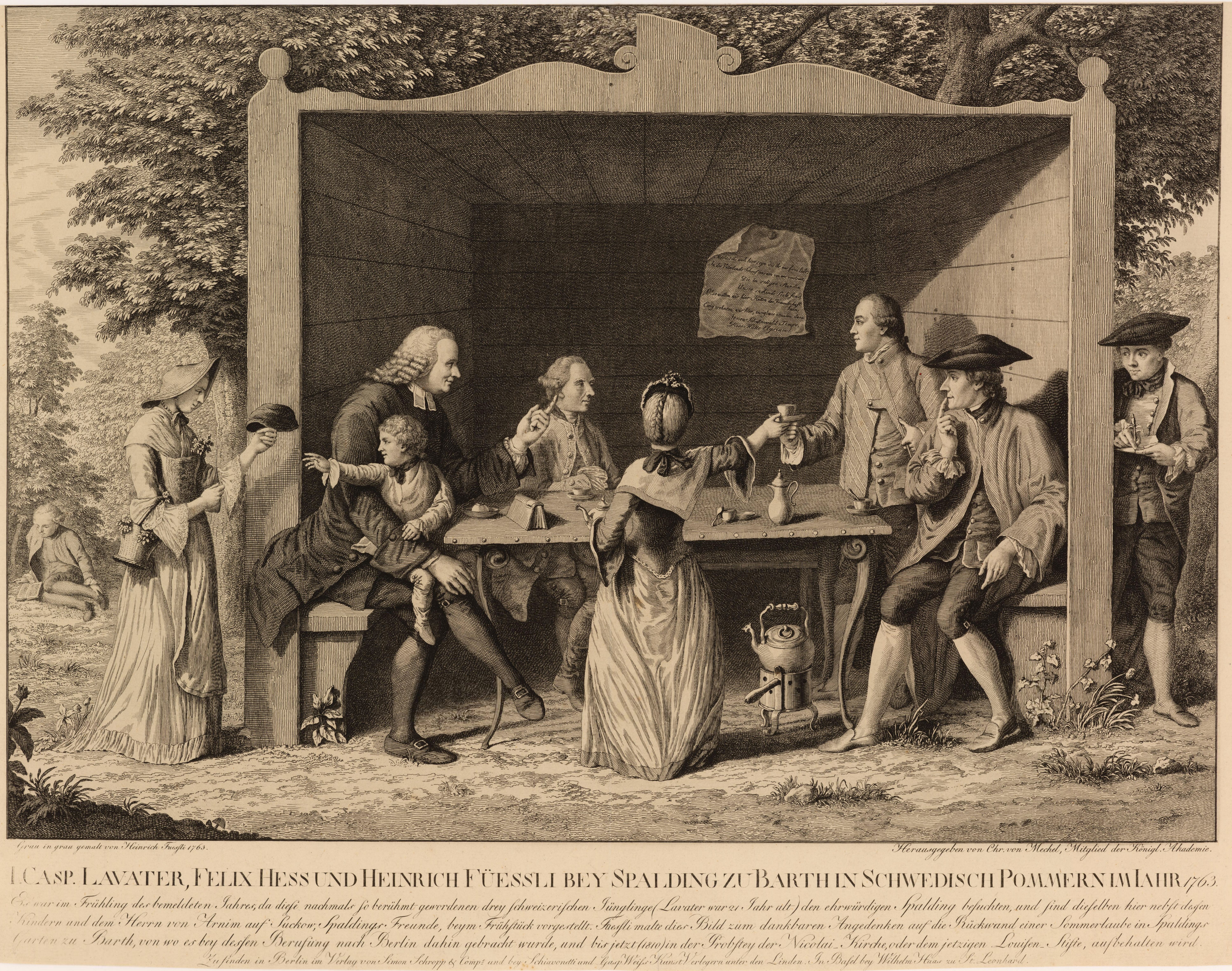
Johann Heinrich Füssli, Felix Hess und Johann Caspar Lavater zu Gast bei Johann Joachim Spalding im Sommer 1763

Von 1762 bis 1767 war er als Militärpfarrer bei den Gelben Husaren des Obersten Georg Gustav von Wrangel in Barth tätig. In Barth freundete er sich mit Johann Joachim Spalding an und wurde 1763 von Johann Heinrich Füssli porträtiert.  1769 wurde er durch königliche Berufung als Nachfolger des verstorbenen Adolph Christoph von Aken Pfarrer und Propst an der Sankt-Jacob-Kirche in Gingst auf Rügen. Die Präpositur war mit reichlich gutem Land und der Grundherrschaft über die Hälfte des Fleckens Gingst ausgestattet, gehörte so zu den einträglichsten in Vorpommern und stand unter dem Kirchenpatronat des schwedischen Königs. Zum Pfarrsprengel Gingst gehörte das Gut Boldevitz (heute Ortsteil von Parchtitz), das Adolf Friedrich von Olthof 1762 erworben hatte.
1773 erwirkte Picht beim König, dass die Gutsuntertanen der Präpositur (die Hälfte des Dorfes Gingst) aus der Leibeigenschaft entlassen wurden und ihre bürgerliche Freiheit erhielten. Seinem Beispiel folgten die Stadt Bergen auf Rügen für ihren Anteil sowie 1802 der mit Picht befreundete Gutsherr General Moritz von Dycke. Die offizielle Aufhebung der Leibeigenschaft in Schwedisch-Pommern erfolgte erst 1806.
Picht richtete für die nun freien Einwohner von Gingst Handwerksämter ein und verschaffte ihnen insbesondere durch Weberei ein Auskommen. 1779 reformierte er die allgemeinbildende Schule in Gingst und besorgte sich einen Lehrer aus dem Lehrerseminar in Halberstadt, den späteren Kantor in Bergen Johann Friedrich Dammas, den er aus Mitteln der Präpositur besoldete.

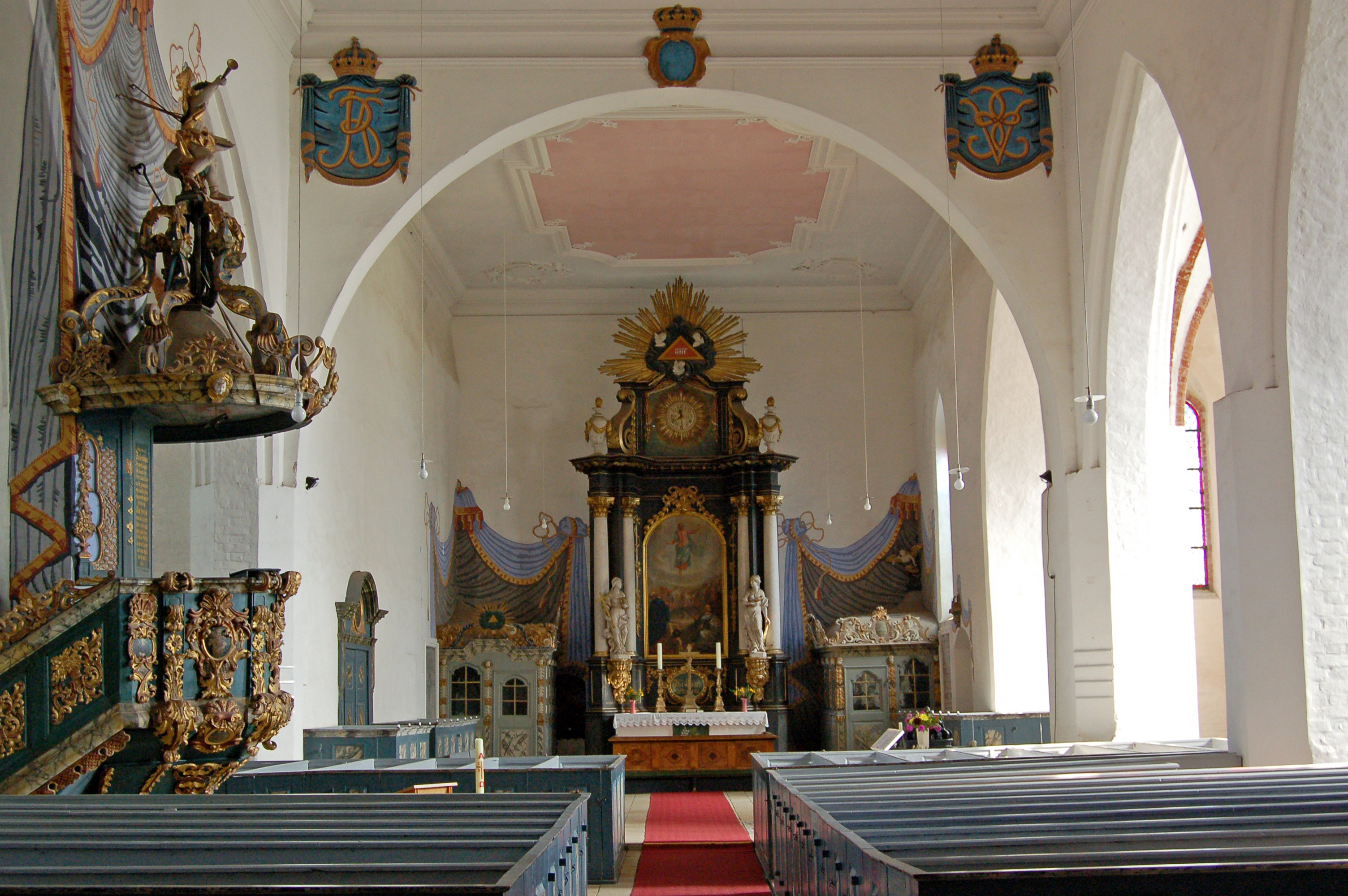
Inneres der Sankt-Jacob-Kirche (Gingst)

In seiner Amtszeit erhielt die Gingster Kirche 1776 einen neuen Altar mit einem Gemälde von Bernhard Rode und 1790 eine neue Orgel.
Er wurde auf dem Kirchhof in Gingst beigesetzt, wo sein Grabstein erhalten ist. Sein Sohn Adolph Wilhelm Picht (* 13. April 1773; † 20. November 1857) wurde sein Assistent und Nachfolger. Seine Tochter Johanna Sofia Picht (1778–1852) heiratete Johann Friedrich Dammas. Ferdinand Picht war sein Enkel.

## Erinnerung
An Johann Gottlieb Picht erinnert seit 1982 die Johann-Gottlieb-Picht-Straße im Zentrum von Gingst.

## Schriften
- Der Ingenieur im Felde 1761 (Digitalisat)
- Beyträge zur Beförderung bürgerlicher und religiöser Glückseligkeit. 1790
- Die Klage eines getreuen und dankbaren Volks über den Verlust seines ersten Helden und großt. Wohltäters Sr. Königl. Majestät Gustav des Dritten. 1792
- Das Werk der Kirchenverbesserung ist ein fortgehendes Werk. 1802
- Die Schule zur Erziehung guter, gehorsamer und glücklicher Untertanen. 1802
- Denkmäler der Religion evangelischer Art aus schwerer Zeit. 1804